# La Mort de Cléopâtre (Fiorentino)
Pour les articles homonymes, voir La Mort de Cléopâtre.
La Mort de Cléopâtre est un tableau réalisé par le peintre italien Rosso Fiorentino vers 1525-1530. De format vertical, cette huile sur bois est une peinture d'histoire qui représente Cléopâtre VII à l'instant de son suicide. Observée par une servante qui se tient émue devant un rideau vert, la jeune reine y figure accoudée sur des coussins, ses seins nus offerts à la morsure du serpent enroulé autour de son bras gauche. L'œuvre est conservée au musée Herzog Anton Ulrich, à Brunswick, dans la Basse-Saxe, en Allemagne.